# Lewis Stone
Lewis Shepard Stone (født 15. november 1879, død 12. september 1953) var en amerikansk skuespiller kendt for sin rolle som dommer James Hardy i Metro-Goldwyn-Mayers Andy Hardy-filmserie og som MGM-kontraktspiller.

## Opvækst og karriere
Født i Worcester, Massachusetts til Bertrand Stone og Philena Heald Ball. Lewis Stone's hår blev grå tidligt (angiveligt i 20 års alderen). Lewis tjente i den amerikanske hær i Den spansk-amerikanske krig, og vendte derefter tilbage til en karriere som forfatter. Han begyndte snart at spille skuespil. I 1912 fandt Stone succes i den populære skuespil Bird of Paradise, som også havde Laurette Taylor på rollelisten. Spillet blev senere filmatiseret i 1932 og igen i 1951. Stones karriere blev afbrudt af 1. Verdenskrig, hvor han tjente igen i den amerikanske hær i kavaleriet. Han dukkede op i First Nationals Nomads of the North for god effekt at spille en Royal Canadian Mounted Policeman. Han skildrede titelrollen i 1922 i tonefilmversionen af Fangen paa Zenda.
Stone blev nomineret til en Oscar for bedste mandlige hovedrolle i 1929 for Patriot. Derefter optrådte han i syv film med Greta Garbo, der spænder over både de stumme og tidlige toneperioder. Han spillede rollen som Dr. Otternschlag i Garbo-filmen Grand Hotel, hvor han udbreder den berømte linje: "Grand Hotel. People coming. Going. Nothing ever happens." Han spillede en større rolle i 1933 i filmen Dronning Christina. Hans optræden i den succesfulde fængsel-film Mennesker bag Gitret fremmede hans karriere, og han medvirkede med nogle af de største navne i Hollywood i 1930'erne, sådanne stjerner som Norma Shearer, John Gilbert, Ramón Novarro, Clark Gable og Jean Harlow.
Han spillede en eventyrere i den episke dinosaur-film Den forsvundne Verden i 1925 med Wallace Beery og The Mask of Fu Manchu  i 1932 med Boris Karloff og en politibetjent i Bureau of Missing Persons i 1933. I 1937 spillede Stone den rolle, som ville blive hans mest berømte, nemlig Judge James Hardy i Mickey Rooney Andy Hardy-serien. Stone optrådte som dommer i femten film, begyndende med You Only Young Once i 1937.

## Død
Stone døde i Hancock Park, Los Angeles den 12. september 1953, i alderen 73 år. Han havde efter sigende et hjerteanfald, mens han jagtede nogle naboskabsbørn væk, der kastede sten på hans garage. En anden offentliggjort rapport hedder det, at Stone og hans tredje kone på dagen så fjernsyn, da de hørte et postyr i baghaven. Da han undersøgte det, fandt Stone havemøbler flydende i poolen og glimtede tre eller måske fire teenage-drenge, der løb mod gaden. Stone eftersatte trods sin kones advarsel om ikke at overanstrenge sig selv. Efter at have nået fortovet kollapsede Stone pludselig. En gartner, Juan Vergara, vidnede om jagten og tilkaldte hjælp.
Et fotografi offentliggjort i dagens aviser viste Stones krop på fortovet umiddelbart efter hændelsen. Fotografiet blev senere inkluderet i Kenneth Angers Hollywood skandale bog, Hollywood Babylon.
Lewis Stone blev senere hædret med en stjerne på Hollywood Walk of Fame på 6524 Hollywood Blvd.